# Кропси, Джаспер Фрэнсис
Джаспер Фрэнсис Кропси (англ. Jasper Francis Cropsey; 1823—1900) — американский художник-пейзажист. Участник школы реки Гудзон.

## Биография
Родился 18 февраля 1823 года на ферме своего отца Якоба Кропси на острове Стейтен-Айленд, Нью-Йорк. Был старшим ребёнком из восьми детей семьи.
Первоначально писал в Национальной академии Дизайна под руководством Эдуарда Мори и впервые был выставлен там же в 1844 году. Год спустя Кропси был избран ассоциированным членом академии и занялся исключительно пейзажной живописью. Действительным членом академии он был избран в 1851 году.
В мае 1847 года Кропси женился на Марии Кули. В 1847—1849 годах они путешествовали по Европе, побывав в Англии, Франции, Швейцарии и Италии.
Кропси был другом Генри Таппана, президента университета штата Мичиган с 1852 по 1863 годы. По его приглашению художник отправился в Энн-Арбор, где в 1855 году написал две картины — Детройтскую обсерваторюя и пейзаж кампуса.
Затем Кропси в 1855 году уехал в Лондоне. Прожив здесь семь лет, он посылал свои картины в Королевскую академию художеств и на Международную выставку 1862 года.

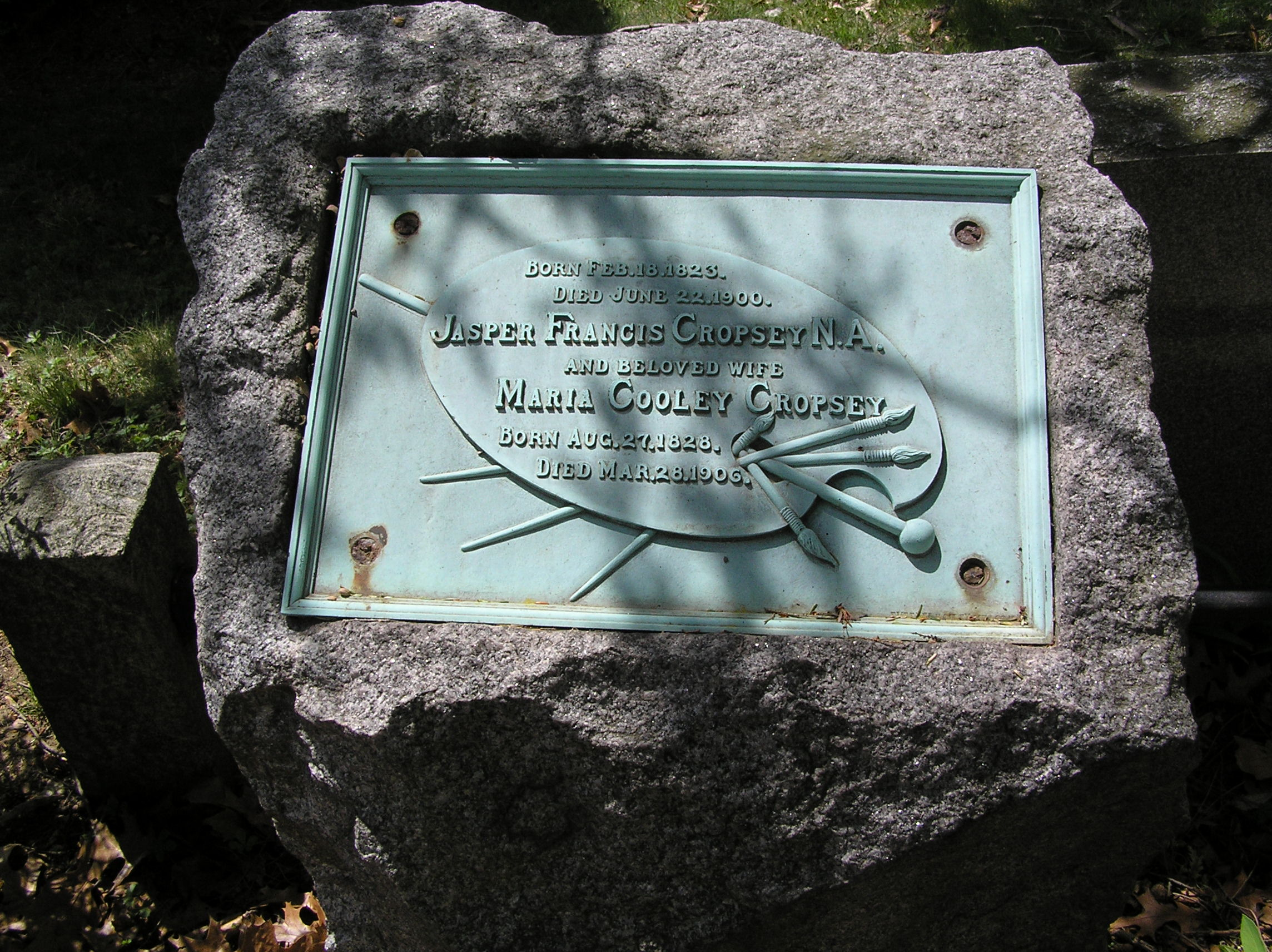
Надгробный памятник Кропси

Вернувшись домой, он открыл студию в Нью-Йорке, специализирующуюся на осенних пейзажах северо-востока Соединенных Штатов. В 1866 году Кропси стал, в числе нескольких коллег-художников, соучредителем американского общества художников-акварелистов. В 1869 году он создал собственную студию в Уорике, Нью-Йорк, назвав её «Аладдин». Затем в 1884 году этот особняк был продан и в 1885 году он уединился в местечке Гастингс-он-Хадсон, Нью-Йорк.
Умер 22 июня 1900 года. Похоронен на кладбище Сонная лощина в Слипи-Холлоу в Нью-Йорке.

## Некоторые работы
Произведения Кропси находятся во многих музеях, в частности в художественном музее Вудмера и музее Брендиуайн-ривер.

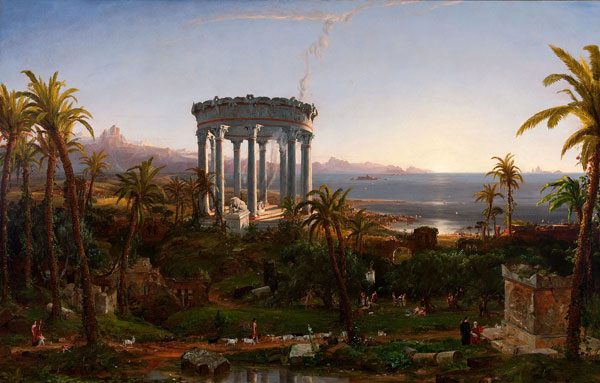
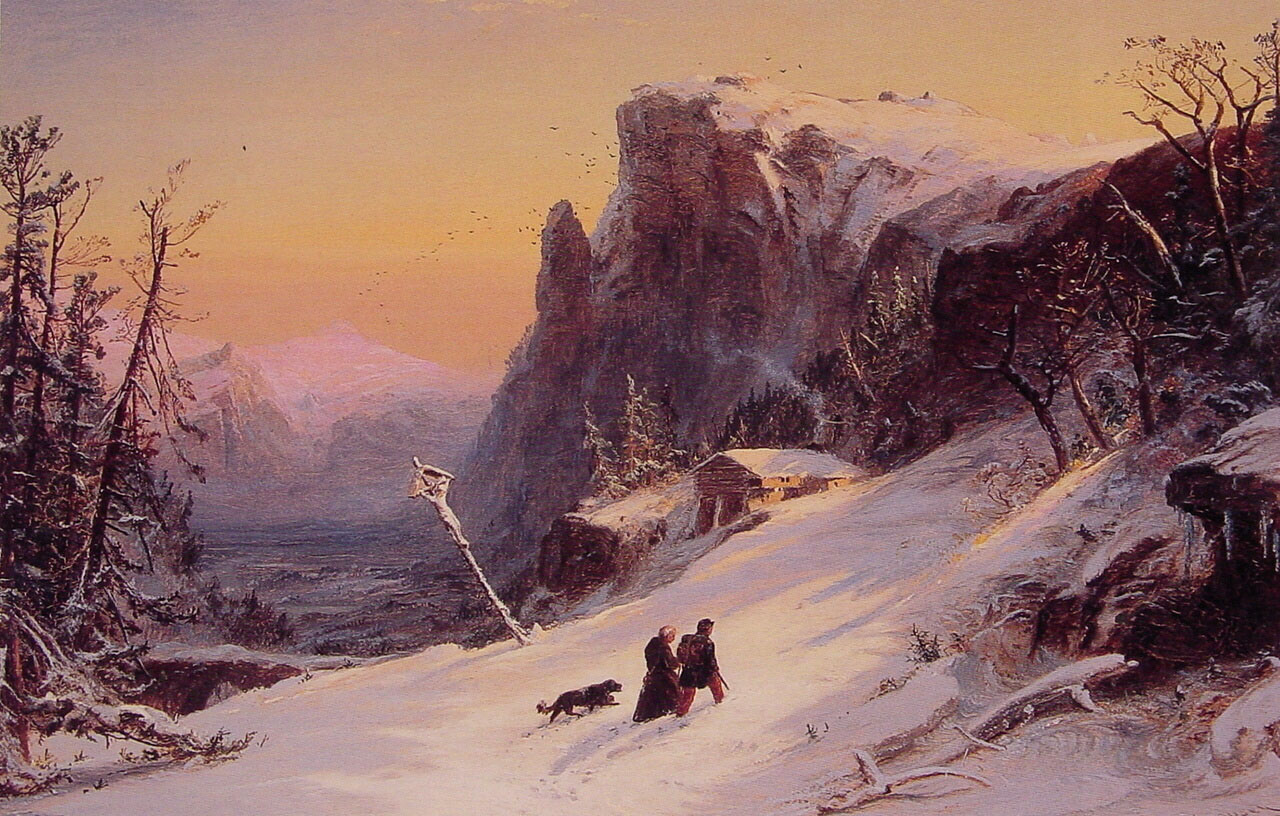
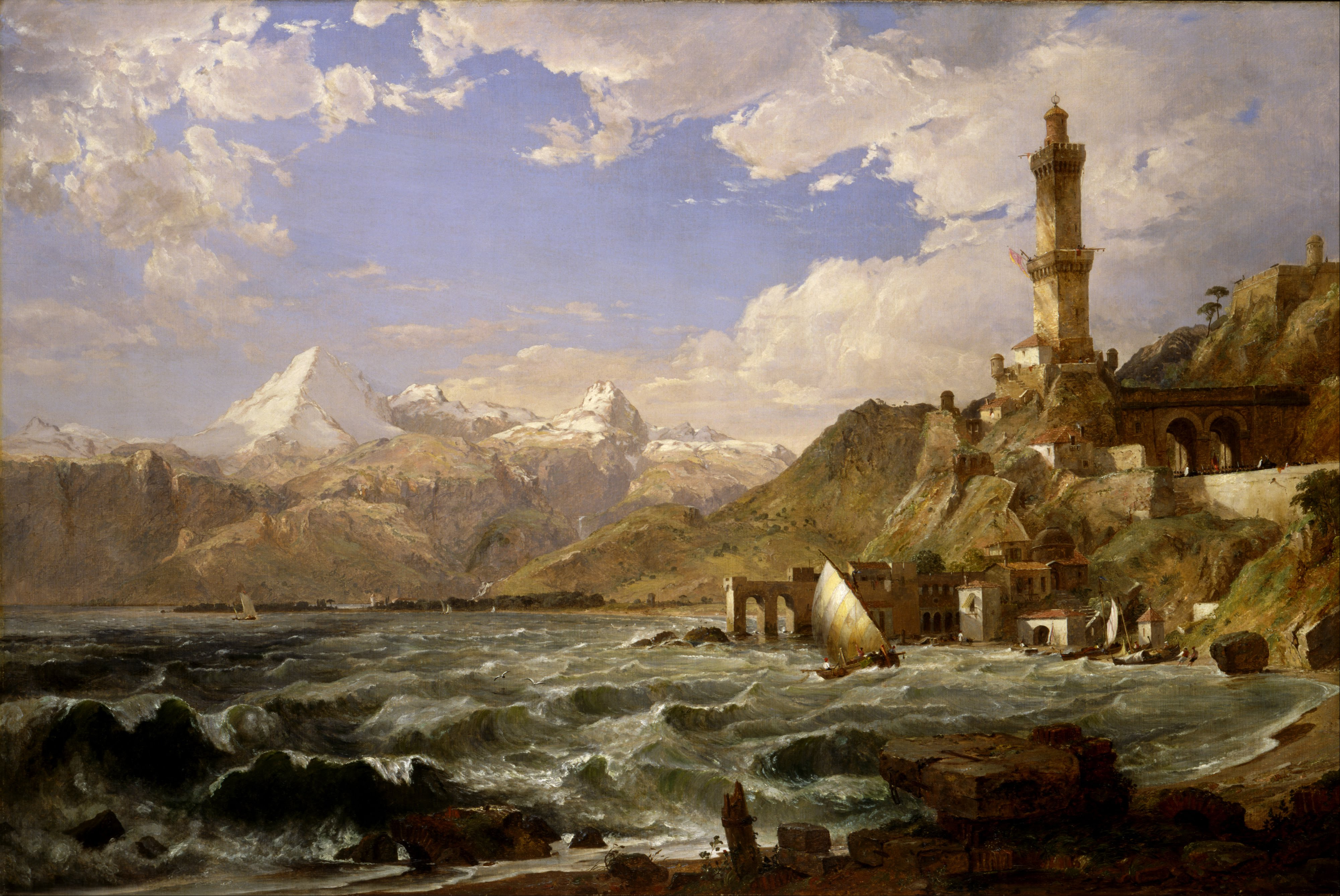
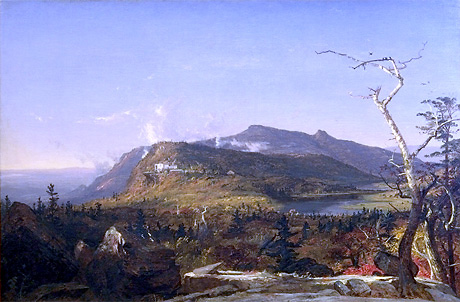